# Tommy Dunne
Tommy Dunne, właśc. Thomas Joseph Dunne (ur. 4 sierpnia 1932 w Dublinie, zm. 15 maja 2015 tamże) – irlandzki piłkarz występujący na pozycji obrońcy, reprezentant Irlandii.

## Kariera
Grę w piłkę nożną na poziomie seniorskim rozpoczął w Shamrock Rovers FC. Stąd wypożyczany był do klubu farmerskiego Johnville FC oraz do Jacobs FC. W latach 1954–1964 występował w St. Patrick’s Athletic F.C., z którym wywalczył dwukrotnie mistrzostwo Irlandii i dwukrotnie Puchar Irlandii. Od sezonu 1957/58 pełnił funkcję kapitana zespołu. Jako piłkarz St Patrick’s w 1956 roku rozegrał 3 spotkania w reprezentacji Irlandii. W 1964 roku odszedł do Sligo Rovers FC, gdzie zanotował 46 ligowych występów. W sezonie 1966/67 był graczem Dundalk FC, z którym zdobył tytuł mistrzowski. W sezonie 1967/68	reprezentował klub Transport FC, w barwach którego zakończył karierę.

## Życie prywatne
Był synem Jimmy’ego Dunne’a. Jego brat Jimmy (1935–1984) oraz kuzyni Tommy Dunne (1927–1988) i Christy Doyle (ur. 1938) również byli piłkarzami. Był żonaty z Maurą, z którą miał trójkę dzieci: synów Gerarda i Larry’ego i córkę Rachel.

## Sukcesy
St. Patrick’s Athletic FC
- mistrzostwo Irlandii: 1954/55, 1955/56
- Puchar Irlandii: 1958/59, 1960/61

Dundalk FC
- mistrzostwo Irlandii: 1966/67